# Oljovka (Volgogrado)
Oljovka (ruso: Ольхо́вка) es un asentamiento rural y pueblo (seló) de Rusia, capital del raión homónimo en la óblast de Volgogrado.
En 2021, el territorio del asentamiento tenía una población de 5605 habitantes, de los cuales 5444 vivían en el propio pueblo y el resto en su única pedanía: el pueblo de Klínovka.
Se ubica a medio camino entre Frólovo y Kamyshin, localidades con las que el asentamiento está conectado a través de las carreteras 18A-4 y 18A-3. Al sur del casco urbano de Oljovka fluye el río Ilovliá.

## Historia
Se conoce la existencia del pueblo en documentos desde mediados del siglo XVIII, cuando fue un lugar de asentamiento de campesinos llegados desde diversas zonas del Imperio ruso. En 1770 adoptó el estatus de slobodá. En 1781, Catalina la Grande otorgó el señorío de estas tierras a la familia noble Persidski, con lo que el pueblo pasó a ser conocido durante varias décadas como "Persidska Oljovka". En 1861 se estableció aquí la sede de una vólost, lo que hizo que el pueblo alcanzase casi cuatro mil habitantes al finalizar el siglo. Adoptó el estatus de capital distrital en 1928, cuando se definieron los raiones del krai del Bajo Volga.